# Mario (franšiza)
Mario (マリオ, Mario) ime je za medijsku franšizu koju izrađuje i publicira japanska tvrtka Nintendo. U glavnoj ulozi svih serijala videoigara je istoimeni lik Mario (također poznat kao Super Mario) koji se prvi puta pojavio 1981. u arkadnoj igri Donkey Kong. Dizajner i glavni producent je Shigeru Miyamoto koji je za Nintendo od ranih 1980-ih dizajnirao mnogo popularnih franšiza.
Najznačajniji serijal je Super Mario započet igrom Super Mario Bros., koja je učinila Mario franšizu najprodavanijom i uspostavila lik Super Marija kao jednu od najpoznatijih kulturnih ikona, kao i maskotu Nintenda. Osim platformskih igara, Mario igra ulogu u mnogo drugih žanrova, uključujući Dr. Mario, Mario Kart, Mario Golf i Mario Tennis, a i jedan je od likova poprečnom serijalu Super Smash Bros.

## Likovi
Glavni protagonisti i antagonisti franšize se pojavljuju u mnogo videoigara, a neki od sporednih likova su se proširili u vlastite serijale koje se uglavnom svrstavaju kao dio Mario franšize.

### Protagonisti
| Mario |  | Mario |
| Mario |  | Luigi |

- Mario
- Luigi
- Princeza Peach
- Princeza Daisy
- Pauline
- Toad
- Yoshi

### Antagonisti
- Bowser
- Donkey Kong
- Wario
- Waluigi

## Serijali

### Donkey Kong
Lik Super Marija, kao i Donkey Konga, se prvi puta pojavljuje u arkadnoj igri Donkey Kong iz 1981. Isprve je bio poznat po imenu "Jumpman", "Mr. Video" i u razvoju "Ossan" (jap. za čovjeka srednjih godina), a kasnije je u servisnom priručniku napokon dobio ime Mario po jednom talijansko-američkom posjedniku nekretnina. Pojavio se kao antagonist u nastavku Donkey Kong Jr., a tek 12 godina poslije se Mario i Donkey Kong ponovno susreću na Game Boy proširenoj preobradi originalne igre, gdje umjesto u četiri Mario spašava princezu Pauline u 101-om nivou, gdje je dobio puno novih atletskih sposobnosti, no i vrsti prepreka. Ta se igra kasnije preradila u Mario vs. Donkey Kong serijal.
Donkey Kong je u 1994. odonda razvijena u vlastitu franšizu serijalom Donkey Kong Country, a osim navedenog crossovera Donkey Kong kao lik se pojavljuje kao protagonist svoje franšize, a mjesto antagonista Super Mario serijala je uzeo glomazni Bowser.

### Super Mario
Mario postaje "Super Mario" tek u naveliko poznatom platformeru Super Mario Bros. U toj je igri postao protagonist jer se nešto manje poznata arkadna igra Mario Bros. iz 1983. dobro prodavala. Mario Bros. je u suštini bilo manje platformersko natjecanje između Marija i Luigija. Kako je Super Mario Bros., kao i NES konzola na kojoj je bila, postala veliki hit na globalnom tržištu, ovaj je serijal postavio tvrtku Nintendo kao jednog od najvećih kompanija videoigara kroz nadolazeća desetljeća.
Jedina igra na mobilnim platformama pojavljuje se 2016.-e, a to je Super Mario Run. U toj igri Mario automatski trči, dok igrač kontrolira skakanje.

### Dr. Mario
Popularnost Tetrisa navela je Nintendo na vlastitu inovaciju na ovaj novi žanr puzzle videoigara. Mario se, kao što se vidi po imenu, predstavlja u ulozi doktora koji se rješava virusa razbacanih po igraćem polju svojim pilulama različitih boja. Prva se igra javlja 1990.-e na NES kućnoj i Game Boy dlanovnoj igraćoj konzoli. Dok je igra bila popularna, Nintendov fokus ipak nije bio na tom serijalu, pa je nastavak Dr. Mario 64 došao tek 11 godina kasnije na Nintendo 64 konzoli. Daljnji nastavci se pojavljuju svakih nekoliko godina, a najnovija igra je Dr. Mario World na Androidu i iOS mobilnim platformama, no tek u nekim državama.

### Mario Kart
Mario Kart je jedan od popularnih sporednih serijala. Radi se o trkanju u stilu kartinga, a igrač igra protiv računalnih ili pravih suparnika. U naglasak dolaze različiti predmeti iz franšize koje igrač može bacati na protivnike. Kako je mrežno igranje postalo norma, jedna od ovih prvih mrežnih igara je bila Mario Kart Wii, a mogla se tako igrati od 2008. do 2014. godine. Od tada je najpopularnija glavna igra u serijalu postala Mario Kart 8 (Deluxe) na Wii U i Nintendo Switch konzolama.